# David Solga
David Solga (* 16. Oktober 1982 in Dortmund) ist ein ehemaliger deutscher Fußballspieler. Seit der Saison 2017/18 ist er Co-Trainer bei Borussia Dortmund II.

## Karriere
Solga erlernte das Fußballspielen beim Dortmunder Stadtteilverein TuS Eving-Lindenhorst. Als Jugendlicher wechselte er zum Lokalrivalen und damaligen westfälischen Landesligisten BV Brambauer.
Seine erste Station im Seniorenbereich war der BV Brambauer, ehe er in der Saison 2002/03 beim Ortsnachbarn Lüner SV in der Amateur-Oberliga Westfalen auflief. Zur Saison 2003/04 schloss er sich den Amateuren von Borussia Dortmund in der Regionalliga Nord an. Im Sommer 2007 wechselte er zum SV Wacker Burghausen, mit dem er sich in der Spielzeit 2007/08 als Tabellensiebter der Regionalliga Süd für die neue eingleisige 3. Liga qualifizieren konnte. Zur Saison 2009/10 verpflichtete ihn der Ligakonkurrent Dynamo Dresden.
Nach mehreren schwerwiegenden Verletzungen – unter anderem zog sich Solga am 20. Februar 2010 gegen den FC Rot-Weiß Erfurt einen offenen Schien- und Wadenbeinbruch zu – gab er genau ein Jahr später beim 3:1-Heimsieg über den SV Sandhausen sein Comeback in der Startelf. Solga avancierte fortan zu einem Leistungsträger der Mannschaft und hatte mit seinen spielvorentscheidenden Treffern gegen Sandhausen und Bayern II maßgeblichen Anteil daran, dass Dynamo Dresden am Ende der Spielzeit 2010/11 den zur Relegation berechtigenden dritten Tabellenplatz erreichte. Sein auslaufender Vertrag wurde im März 2011 um zwei Jahre verlängert. In den Relegationsspielen 2011 zur 2. Bundesliga konnte sich Solga mit Dynamo Dresden gegen den VfL Osnabrück durchsetzen. 2013 gelang ihm mit Dresden erneut ein Sieg in der Relegation gegen Osnabrück, durch den der Klassenerhalt in der 2. Bundesliga gesichert wurde. Sein Vertrag lief aus und Solga kehrte zur Reserve von Borussia Dortmund zurück.
Besondere Spiele in seiner Laufbahn waren zum einen das Erstrundenspiel im DFB-Pokal 2007/08 gegen den Bundesligisten FC Bayern München am 6. August 2007, als Solga in der 61. Spielminute eingewechselt wurde und mit Wacker Burghausen erst im Elfmeterschießen dem späteren Pokalsieger unterlag, zum anderen als Dynamo Dresden am 30. Juli 2011 in der ersten Hauptrunde des DFB-Pokals 2011/12 den Bundesligisten Bayer 04 Leverkusen mit 4:3 nach Verlängerung besiegte. Dresden schaffte erst in der 68. Minute den Treffer zum 1:3 und rettete sich in die Verlängerung, der Siegtreffer fiel in der 117. Minute. Solga spielte über die gesamte Distanz.

## Bemerkenswertes
Am 4. Oktober 2008 wurde Solga im Rahmen einer Dopingkontrolle positiv auf die verbotene Substanz Methylpseudoephedrin getestet, die eine abschwellende Wirkung besitzt und bei Erkältungskrankheiten eingesetzt wird. Bei der anschließenden Hauptverhandlung vor dem DFB-Sportgericht wurde er jedoch von allen Vorwürfen freigesprochen, da ihm das betreffende Medikament nachweislich vom damaligen Burghauser Mannschaftsarzt zur Bekämpfung einer akuten Atemwegsinfektion verschrieben wurde. Allerdings forderten die Richter Solga dazu auf, in Zukunft die Beipackzettel von Medikamenten, selbst wenn diese vom Vereinsarzt verabreicht würden, sorgfältiger zu studieren. Burghausen wurde mit einer Strafe von 5.000 Euro belegt.

## Privates
Solga lebt mit Frau und Kind in Ense.